# Establo Nishiiwa (2018)

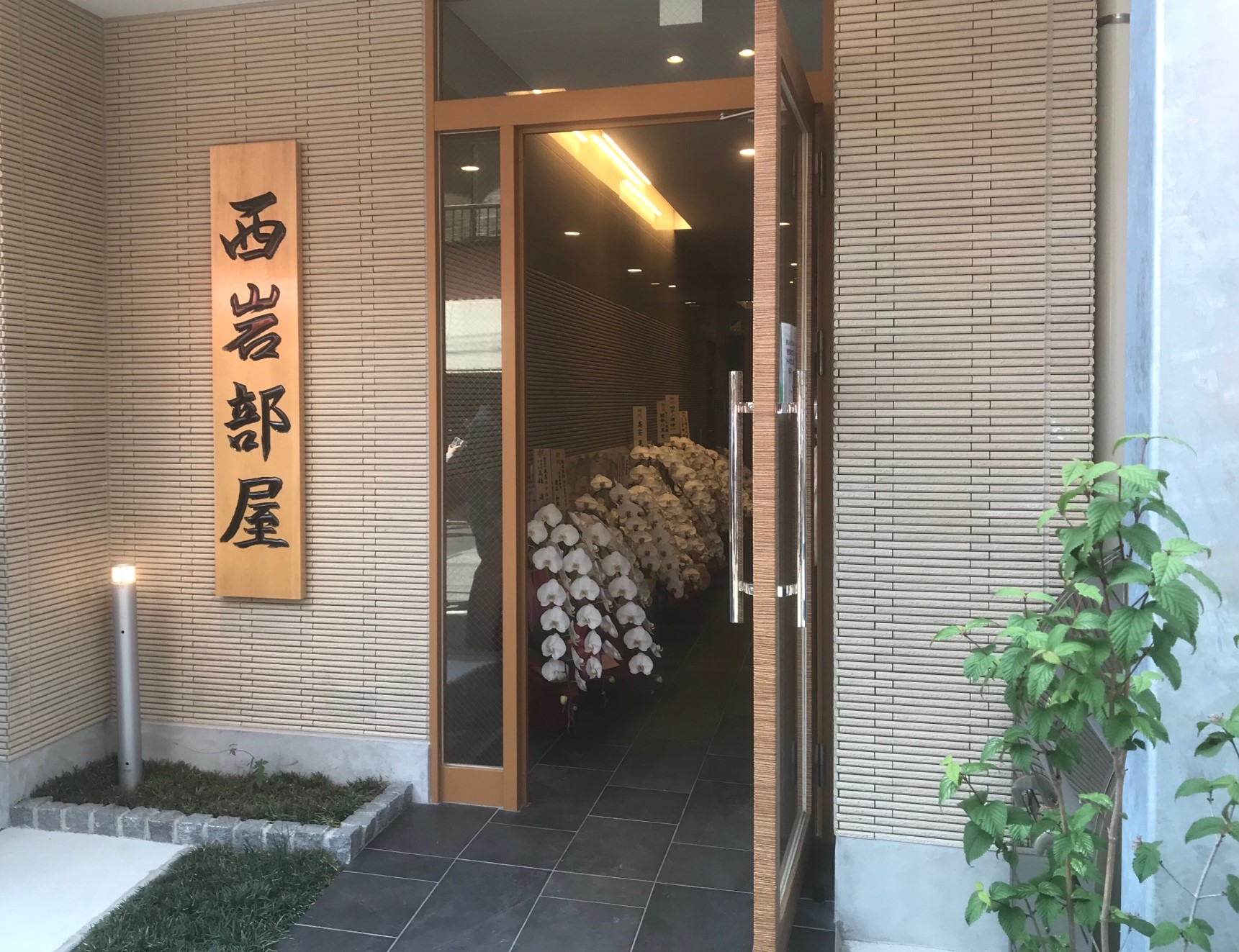
Entrada principal del Establo Nishiiwa (2018)

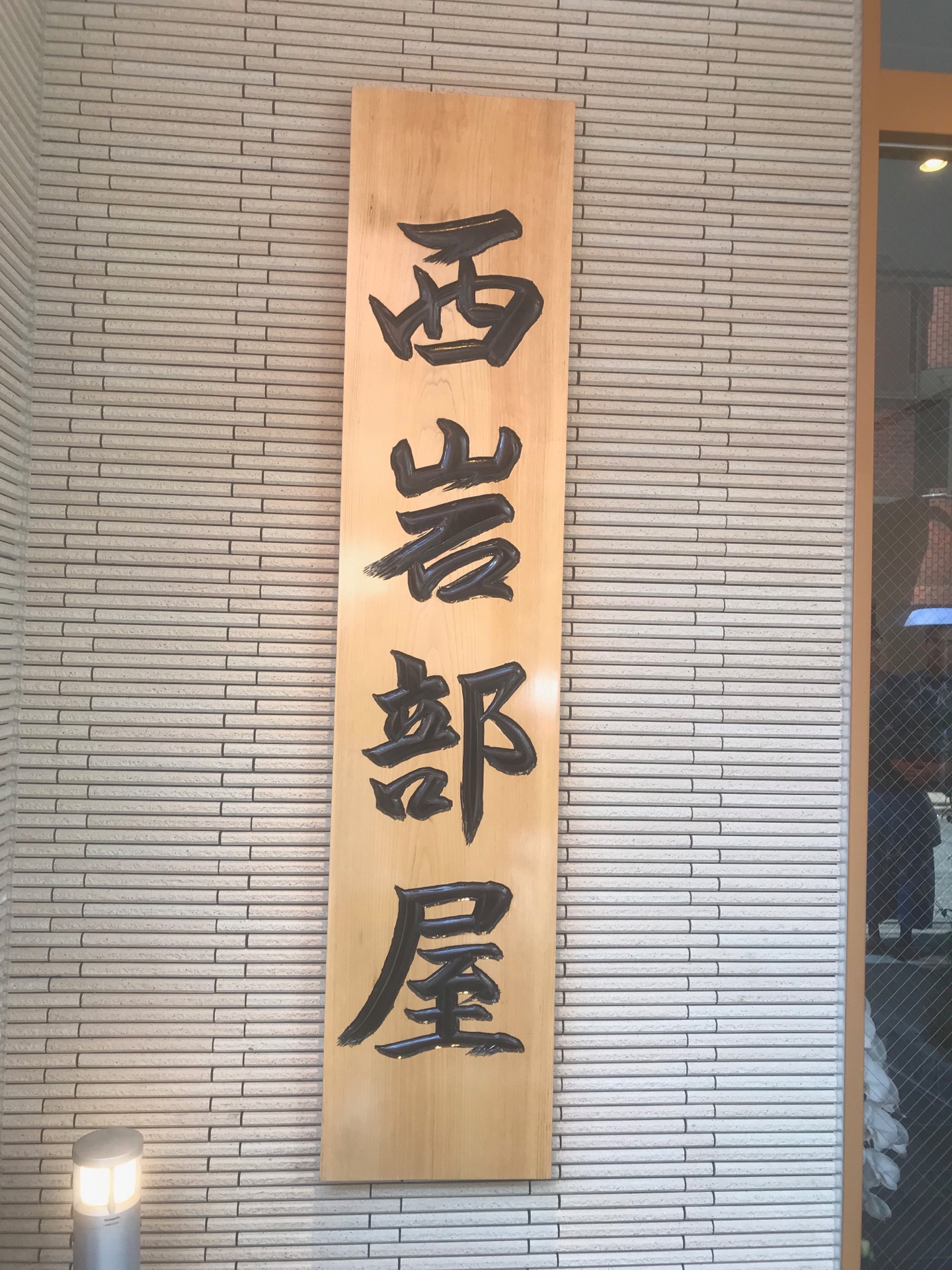
Placa de madera con el nombre del Establo Nishiiwa (2018)

El Establo Nishiiwa (西岩部屋, Nishiiwa beya) es un establo de entrenamiento de sumo profesional. El establecimiento forma parte del ichimon Nishonoseki. Fue fundado en febrero de 2018 por el ex sekiwake Wakanosato tras independizarse del establo Tagonoura, llevándose consigo a dos luchadores de la división jonidan (Wakasatake y Wakanoguchi). El establo se encuentra actualmente ubicado en el distrito de Asakusa de la ciudad de Tokio. Para enero de 2023, tenía un total de nueve luchadores.
En 2024, el establo levantó una demanda contra las familias de dos de sus luchadores, responsabilizándolos de publicar mensajes en redes sociales culpando a la okamisan por acoso moral desde mayo de 2024. A pesar de que la primera demanda fue inicialmente retirada en agosto tras una disculpa de parte de los familiares, y tras la testificación de los luchadores de que no ocurría ninguna problema en el establo, la situación también conllevó al retiro prematuro de uno de los luchadores y al distanciamiento del segundo de su familia. En octubre de ese mismo año, surgieron nuevos comentarios culpando al maestro y a la okamisan de coaccionar al luchador para alejarse de su familia, por lo que el establo levantó una nueva demanda y eliminó su cuenta de X (antes Twitter) tras una ola de acoso y comentarios negativos en línea.

## Nombres de ring
Todos los luchadores de este establo han adoptado nombres de ring o shikona con el prefijo "Waka" (若), significando joven, estos luego adoptan un nuevo nombre con el sufijo "Sato" 里, significando aldea. Ambos caracteres son extraídos del nombre del maestro y dueño del establo, el ex sekiwake Wakanosato.

## Dueños
- 2018–presente: El décimo segundo (12°) Nishiiwa Shinobu (iin, ex sekiwake Wakanosato)

## Luchadores activos destacados
- Ninguno

## Gyōji
- Kimura Kazuma (makushita gyōji, de nombre real: Kazuma Okada)

## Yobidashi
- Hiroyuki (jūryō yobidashi, de nombre real: Hiroyuki Kon)
- Masao (jūryō yobidashi, de nombre real: Noriyuki Otaka)

## Tokoyama
- Tokoaki (tokoyama de cuarta clase)

## Ubicación y acceso
4 Chome-4-9 Kotobuki, barrio especial de Taitō, Tokio 111-0042. 
- A 3 minutos caminando desde la Estación Asakusa (Línea Toei Asakusa)
- A 3 minutos caminando desde la Estación Kuramae (Línea Toei Ōedo)
- A 3 minutos caminando desde la Estación Tahara Town (Línea Ginza)